# Eschweilera carinata
Eschweilera carinata é uma espécie de lenhosa da família Lecythidaceae.
Apenas pode ser encontrada no seguinte país: Brasil, nas partes sudoeste e sul-central do Amazonas.
Está ameaçada por perda de habitat.